# Sailing (Rod Stewart)
Sailing è un singolo del 1975 del cantante rock britannico Rod Stewart, estratto dall'album Atlantic Crossing ed ispirato all'omonimo brano del 1972 dei Sutherland Brothers.
Tra i più grandi successi nella carriera dell'artista, il brano è arrivato in cima alle classifiche dei singoli in Regno Unito, Irlanda, Paesi Bassi e Norvegia, raggiungendo però solo la posizione numero 58 della Billboard Hot 100 statunitense.

## Descrizione
Sailing era stata originariamente scritta e registrata dai fratelli Gavin e Iain Sutherland, in una sessione del giugno 1972. Gavin Sutherland disse della canzone: "La maggior parte delle persone pensa che il brano parli di un giovane ragazzo che dice alla sua ragazza che sta attraversando l'Atlantico per stare con lei. In realtà la canzone non ha nulla a che vedere con il romanticismo o le navi; è un racconto dell'odissea spirituale dell'umanità attraverso la vita sulla via della libertà e della realizzazione con l'Essere Supremo".

## Classifiche

### Classifiche settimanali
| Classifica (1975/76) | Posizione massima |
| -------------------- | ----------------- |
| Australia            | 2                 |
| Austria              | 7                 |
| Belgio (Fiandre)     | 2                 |
| Belgio (Vallonia)    | 6                 |
| Germania             | 4                 |
| Irlanda              | 1                 |
| Italia               | 14                |
| Norvegia             | 1                 |
| Nuova Zelanda        | 3                 |
| Paesi Bassi          | 1                 |
| Regno Unito          | 1                 |
| Stati Uniti          | 58                |
| Sudafrica            | 2                 |
| Svezia               | 13                |
| Svizzera             | 2                 |

### Classifiche di fine anno
| Classifica (1975) | Posizione |
| ----------------- | --------- |
| Australia         | 24        |
| Belgio (Fiandre)  | 23        |
| Nuova Zelanda     | 23        |
| Paesi Bassi       | 12        |
| Regno Unito       | 2         |
| Svizzera          | 15        |
| Classifica (1976) | Posizione |
| Austria           | 14        |
| Germania          | 35        |

## Cover
I Dik Dik nell'aprile 1976 hanno riproposto il pezzo, 45 giri, intitolandolo Volando, testo di Sandro Colombini (D%K – DIK-NP 46001), inserito nell'album Volando (D%K – DIK ST 47001).
La musica canticchiata dello spot pubblicitario "Peroni ama la vita" della ditta Birra Peroni (1986) è una versione italiana del noto brano portato al massimo successo da Rod Stewart.